# Umetna inteligenca na trgu dela

## Razvoj kadra

### Šolski sistem
V prvi meri se bo moral šolski sistem prilagoditi spremenjenemu prostoru dela. Potrebno bo izboljšati sposobnosti na področju znanosti, matematike, inženiringa in tehnologije (STEM). Deborah Sherry generalna menedžerka GE Digital, poudarja pomanjkanje digitalnih spretnosti pri večini evropskih študentov. Prav tako bo nov poudarek na ustvarjalnosti ter kritičnem in sistematičnem mišljenju. Ker so delovna mesta podvržena hitrim spremembam bo pomemben tudi razvoj fleksibilnosti in odpornosti.

### Izobraževanje na delovnem mestu
Delavci bodo na delovnih mestih vsakodnevno delali s stroji. Osredotočiti se bodo morali predvsem na veščine, ki jih morajo stroji šele osvojiti. To bo naredilo delo kompleksnejše, težje za organizirati, menedžerji pa bodo morali več časa posvetiti usposabljanju. Odgovornost za razvoj kadra, s tem pa ohranjanje stabilnih razmer na trgu dela je tudi na delodajalcih, ne zgolj na šolstvu. Ti bodo morali izobraževati in prekvalificirati svoj kader, če se bo za to pokazala potreba.
Pri izbiri programa izobraževanja in karierne poti, bodo delavci morali biti pozorni na trg dela. Več povpraševanja bo po visoko usposobljenih. Na srednje usposobljene delavce bo avtomatizacija vplivala v največji meri, kar zanje pomeni nujno prekvalifikacijo. Obstaja veliko tveganje za tiste z omejenim znanjem ter delavce, ki opravljajo rutinska dela v dobro strukturiranih okoljih, saj so najlažje nadomestljivi s stroji. 

## Avtomatizacija delovnih mest
Glede avtomatizacije delovnih mest v javnosti še vedno vlada strah, da nam bodo roboti vzeli službe. Ta strah je predvsem posledica tega, da ljudje redko vedo, kaj natančno so delovne naloge določenih poklicev in kaj natančno roboti sploh zmorejo. Pomemben razlog za strah so tudi mediji in avtorji, ki se kar borijo za bolj senzacionalne naslove. Analiza 2000 delovnih nalog preko 800 poklicev je pokazala, da ima skoraj polovica delovnih mest potencial za avtomatizacijo. Rezultat so dobili tako, da so delovne naloge razčlenili na 5 področij: senzorna zaznava, kognitivne sposobnosti, naravno procesiranje jezika, socialne in emocionalne zmožnosti ter fizične zmožnosti. Na teh področjih so preverili delež funkcij, ki bi jih lahko opravljala umetna inteligenca.
Najbolj dovzetne za avtomatizacijo so fizične aktivnosti, ki potekajo v visoko strukturiranih in predvidljivih okoljih, ter aktivnosti kjer ljudje zbirajo in procesirajo podatke. Ugotovili so, da sta višina plače ter raven sposobnosti obratno sorazmerni s potencialno avtomatizacijo. Največ jih je v prenočitvenih in prehrambenih panogah, proizvodnji ter transportu in skladiščenju. Umetna inteligenca bo torej vplivala na vse industrije, vendar na vsako v drugačni meri. 
Vpliv avtomatizacije bo torej različen, odvisno od mešanice sektorjev, ki je prisotna v državi ter posameznih poklicev, ki so v sektorjih. Poklici v proizvodnjah so bolj dovzetni za avtomatizacijo, poklici v menedžmentu in administraciji pa manj.
Zanimivo dejstvo je, da je več kot polovica vrednosti plač in dve tretjini delavcev, ki bodo utrpeli škodo zaradi avtomatizacije v štirih velikih gospodarstvih: Kitajska, Indija, Japonska in ZDA.
McKensey  študija je pokazala, da bo avtomatizacija v manj kot 5 % primerih celotna, večina delovnih mest ima približno 30 % delovnih nalog, ki bi jih lahko avtomatizirali. To naj bi se po mnenju globalnega inštituta McKinsey zgodilo do leta 2055, z možnim razponom 20 let navzgor ali navzdol, glede na 5 faktorjev:
- Tehnološka izvedljivost:Tehnologija mora biti izumljena, integrirana in prilagojena za avtomatiziranje določene aktivnosti. Na nekaterih področjih lahko tehnologija že parira človeškemu delu oz. je od njega boljša, npr. pridobivanje informacij, grobe motorične spretnosti, optimiziranje in načrtovanje. Na drugih  se mora še razviti, sploh na področju razumevanja jezika in na področju emocionalnih in kognitivnih zmožnosti. Prav tako je potrebna integracija več zmožnosti, saj veliko aktivnosti potrebuje hkratno zaznavo in gibanje.
- Cena razvoja in nameščanja tehnologije: Razvoj in inženiring potrebuje ogromen začetni kapital. Strojna oprema je v razponu od navadnega računalnika pa do visoko razvite uporabno-specifične opreme, kot so različni roboti z gibljivimi deli, npr. roko. Tudi programska oprema zahteva investicije, vendar so te še vseeno nižje, kot strošek, ki ga povzročajo plače delavcev. To je tudi razlog, da je programska oprema prevzeta prej.
- Dinamika na trgu dela, ki vključuje kvaliteto, kvantiteto, ponudbo in povpraševanje in stroške človeškega dela kot alternativa avtomatizaciji. Tu prihaja do interakcije med višino plače in poklicem, ki ga oseba opravlja. Kljub temu, da je po navadi višina plače obratno sorazmerna z dovzetnostjo za avtomatizacijo, v interakciji s sektorjem to razmerje ne drži vedno. Avtomatizacija dela je bolj verjetna v proizvodnem sektorju, kjer je plača visoka, saj prinaša podjetjem večjo korist. Avtomatizacija namreč zahteva precej vloženega kapitala, vendar je zaradi višjih plač tudi privarčevani znesek višji. Podjetja, kjer so plače nizke, bi avtomatizacija pomenila prevelik strošek, ki se dolgoročno mogoče sploh ne bi obrestoval, sploh danes, v času nenehnega nastajanja in propadanja podjetij.
- Ekonomski bonusi, kot sta večja zmogljivost in kvaliteta dela, privarčevan strošek plač ter večja varnost pri delu. Avtomatizacija lahko tudi posredno vpliva na zmanjševanje stroškov. Npr. avtomatizirana vožnja tovornjakov ima potencialen vpliv na višjo varnost v prometu ter učinkovito porabo goriva. To je tudi eden izmed najbolj pogostih primerov, ki jih podajajo nasprotniki avtomatizacije[2]. Vendar je stvar treba opazovati s perspektive dejstev, ne naših predvidevanj – vožnja tovornjakov je po oceni centra za kontrolo bolezni in preventivo med najvišjimi petimi poklici v Ameriki, glede na verjetnost samomora, prav tako pa ima njihovo delovno mesto glede na Biro statistik v delu (Bureau of Labour Statistics) 7 krat višjo verjetnost od povprečne za smrtne poškodbe (Atkinson, 2015).
- Socialna sprejemljivost vpliva na nivo sprejetja avtomatizacije, tudi če ima uvajanje le-te poslovne prednosti. Sprejem tehnologije se ne zgodi kar čez noč. Premik k investiciji v nove tehnologije potrebuje čas, prav tako ga potrebuje sprememba organizacijskih procesov. Tudi vladne politika lahko upočasni prevzem. Posvetiti se je treba tudi delavcem, četudi se ti ne upirajo spremembam. Zadnji faktor pa so še posamezniki, ki se morda počutijo neprijetno v svetu, kjer stroji nadomeščajo človeške interakcije v intimnih okoljih, kot je npr. bolnišnica, ali pa v okoljih, kjer mora stroj sprejemati odločitve, npr. vožnja.

Atkinson je mnenja, da se večina raziskav preveč osredotoča na blagostanje delavcev, nihče pa ne pomisli na potrošnika, ki bo v primeru večje produktivnosti podjetij, lahko kupil več dobrin in storitev. S tem pa bi se denar spet stekal v podjetja, ki bi lahko osnovala druge možnosti zaposlitev.
Na makro ravni bodo spremembe verjetno počasne, saj obsega celotne sektorje in gospodarstva, na mikro nivoju pa so lahko dokaj hitre, saj se delo za posameznika močno spremeni, če se njegovo podjetje odloči za avtomatizacijo.

## Vpliv na zaposlenost in gospodarstvo
Avtomatizacija bo povzročila veliko razporeditev dela in lahko poveča prepad med visoko in nizko usposobljenimi delavci, saj bo na njihovih delovnih mestih največ avtomatizacije. Vendar pregled societalnih zgodovinski strukturnih premikov pokaže, da nekaj služb vedno izgine, vendar jih nadomestijo druge službe in načini dela. Kljub temu naj bi avtomatizacija povišala globalno produktivnost in BDP
Prihod umetne inteligence na trg dela je ovit v strah pred množično nezaposlenostjo. Vendar bo v realnosti svet potreboval vso razpoložljivo delovno silo za premagovanje demografskega trenda staranja prebivalstva. Če povzamemo, presežek človeške delovne sile je veliko manj verjeten, kot njeno pomanjkanje, v primeru, da se avtomatizacija ne razširi. Spremenil se bo le način dela, saj bo potekalo v sodelovanju s stroji. Lemeux poudarja, da večja produktivnost – torej producirati več z manj sredstvi – pomeni višji življenjski standard, prihodek in bogastvo. 

## Primeri uporabe
- kuhanje
- branje z ustnic (pravilno v 92 % primerih,  človek samo 52 % )
- deljenje zdravil v bolnišnicah
- izdelava aplikacij
- diagnoze v medicini
- booking (rezervacije)
- turistični agenti
- nadzor
- operacije
- google maps
- Uber (cena, čas čakanja)
- spam filtri, dajanje rekla, ki nas zanimajo
- finančne institucije nadzorujejo našo zgodovino uporabe kartice – preventiva za zlorabo

## Priprava na novo dobo avtomatizacije
Poslovne vodje, izdelovalci politik in delavci so soočeni s precejšnim izzivom – izkoristiti potencial avtomatizacije, kljub splošnim negotovostim glede socialne sprejemljivosti in zaposlenosti.
Avtomatizacija lahko izboljša skoraj katerikoli delovni proces. Vodje morajo natančno razčleniti delovne naloge in aktivnosti organizacije, ter odkriti, katere imajo visok potencial za avtomatizacijo. Šele nato lahko izkoristi prednosti, ki mu jih ponuja tehnologija. Ker lahko take spremembe izpodrinejo človeško delovno silo, mora najti najboljšo možnost za njeno premestitev. Pomembni bomo tudi programi usposabljanja in prekvalificiranja. 
Avtomatizacija bo omogočala velikim organizacijam in korporacijam vpeljati spremembe takoj, ko se bo zanje odločila uprava. Vendar večji obseg pomeni tudi bolj usodne posledice v primeru napake, to pa zahteva dobro kontrolo kvalitete dela.
Kljub temu, da bo tehnologija na eni strani omogočala rast korporacijam, pa bo na drugi strani omogočala manjšim igralcem – posameznikom in majhnim podjetjem – da prevzamejo različna projektna dela, ki so sedaj v domeni večjih podjetij. Problem imajo srednje velika podjetja, ki bodo v taki obliki gospodarstva prikrajšana.
Pri izdelavi politik velja nameniti pozornost predvsem temu kako omogočiti hiter sprejem avtomatizacijske tehnologije z namenom izkoristiti vse prednosti večje produktivnosti in podpori premeščanja potencialno velikega števila izpodrinjenih delavcev. To premeščanje delovne sile bo eden izmed najpomembnejših izzivov družbe. Naloga vlade je tu v začenjanju in spodbujanju dialoga o tem, kaj mora ponujati delo in na izziv usmerjati pozornost. V sodelovanju z zasebnim sektorjem bi glede na pomanjkanje poklicev lahko izvajala nove programe izobraževanja in treningov. 
Eden izmed izzivov nove dobe je tudi zagotavljanje dovolj visoke plače za nove oblike zaposlitve. Če bodo rezultat avtomatizacije še večja nižanja plač, bo treba premisliti o novih rešitvah, npr. krajši delovniki, univerzalni temeljni dohodek, pogojni transferji in prilagojene socialne varnostne mreže.
Atkinson (2015) predlaga, naj elite poskrbijo za napredek tehnologije, omejevanje priseljevanja neizobraženih delavcev ter boljšo politiko prilagajanja trga dela za delavce, ki so zaradi avtomatizacije izgubili zaposlitev.

## Sociološki pogled na transformacijo
Sociologi trenutno zavzemajo dve analitični perspektivi, ki preučujeta možen vpliv prihoda umetne inteligence na trg dela in na družbo. Prva je prepričana, da je robotika in umetna inteligentnost zgolj trenutno zadnja sprememba v seriji tehnoloških sprememb, ki so sicer pomembne, ne bodo pa transformirale trga. Lahko, da bodo povzročile visoko stopnjo nezaposlenosti, ne bodo pa povod za reorganizacijo ekonomije in družbenega življenja. Njihov najmočnejši argument so zgodovinski periodični cikli tehnoloških sprememb, ki so prinesli določene nove oblike ekonomije in družbenega življenja, vendar spremembe niso tako velike, kot so jih pričakovali. Druga perspektiva je, da robotika in umetna inteligentnost prinašata neprimerljivo spremembo sveta. Ta se deli na optimistično in pesimistično – odvisno od sprememb, ki jih predvidevajo v ekonomiji in družbeni kohezivnosti. Najbolj močan argument druge perspektive je v tem, da bodo med sabo povezane tehnološke spremembe pripeljale do točke, kjer se bo transformacija začela s pojavom nove general-purpose platforme. Najpomembnejši element te platforme je širjenje robotike in umetne inteligentnosti v vse ekonomske sektorje in različne aspekte družbenega življenja – potrošnja, transport..Drugi način razumevanja te spremembe platforme je skozi idejo »mreže stvari«. Med elektronskimi in drugimi napravami ves čas poteka komunikacija, ki je ljudem nevidna in od njih neodvisna. To bi lahko trajno spremenilo življenje družbe. 
Nobena od teh perspektiv nima popolnoma prav, saj je bilo na področju sprememb zaradi nove tehnologije opravljenih premalo vzdolžnih raziskav, ki bi spremljale večletne spremembe, da bi o tem lahko naredili dobre zaključke.  Raziskave opravljene do sedaj, so pokazale, da na sprejem tehnologije vpliva več dejavnikov na mikro in makro ravni (dvom v delovanje, verjetnost dobička, politično-ekonomski pritiski na lastnika virov..)

## Nevarnosti umetne inteligence na trgu dela

### Etika
Satya Nadella za naslednji pomemben korak označuje izdelavo etičnega in empatičnega okvira za uporabo UI. Večja podjetja in profesionalna združenja so že izdala lastne etične smernice, s čimer so želeli pokazati, da ne potrebujejo vladne kontrole. Resnično vprašanje je ali zaupamo podjetjem, vladi, univerzam, sodiščem, da bodo UI uporabljale v dobro vseh? UI lahko uporabijo za reševanje perečih socialnih problemov, lahko pa jo izrabijo za povečevanje socialnih, ekonomskih, političnih in kulturnih neenakosti, ki bo koristila zgolj peščici.

### Pristranost
Najbolj popularna tehnika umetne inteligence za učenje je trening iskanja skritih vzorcev v velikih bazah podatkov. Vendar so ti podatki lahko močno pristranski in nereprezentativni. Večinoma se dela na podatkih, vzetih iz socialnih omrežij, saj so lahko dostopna. V njih pa je ogromno diskriminacije, stereotipov in kulturnih predpostavk. Rešitve in odgovori, ki jih podajajo različne naprave, zato ne smejo biti vzete kot gotove, saj so pogosto netočne. Vedno več poročil navaja nepravičnost naprav, ki uporabljajo UI pri obravnavi revnejših, manjšinah in drugače marginaliziranih skupinah. Eden izmed takih primerov je COMPASS sistem, ki ocenjuje verjetnost povratništva zapornikov v ZDA.  Črnski zaporniki so dvakrat bolj verjetno napačno ocenjeni kot povratniki.

### Legitimnost[3]
Nihče ne ve, kako točno naprave z UI pridejo do odločitev, niti kako naj interpretiramo in vrednotime algoritme, ki podpirajo sistem. Bianca Datta jih primerja s črno škatlo – dajo ti odgovor, ne pa razlogov zanj. Nič ne vemo o legitimnosti in pravičnosti odgovora, kar pomeni, da je ta lahko krivičen do množice ljudi. 

### Deep learning[5]
- FB se nauči pogajanja [1]
- ustvarjanje lažnih novic ("fake news")
- vdori v varnostne sisteme držav

### Nadzorovanje
Najbolj problematično je vprašanje nadzorovanja tehnologije. Če bi robote nadzorovala vlada, bi nadzorovala tudi razvoj programske opreme. S tem bi elite še poostrile svoj nadzor in uničile tekmovanje med lastniki opreme. Prav tako lahko z različnimi regulatornimi predpisi zahteva licence za uporabo te tehnologije z izgovorom, da ščiti delavce. Z nadzorom in uporabo inteligentne programske opreme, bi lahko vlada povečala nadzor in stalno opazovanje državljanov. Roboti so sami po sebi neškodljivi, problem je v tem, kdo jih uporablja. 
1. 1 2  Saran, C. (2017). Why Facebook’s AI termination raises safety concerns. Computer Weekly, 1. 8. 2017, Sneto s: http://www.computerweekly.com/news/450423706/Why-Facebooks-AI-termination-raises-safety-concerns, 27. 3. 2018
2. 1 2  McKinsey Global Institute (2017). A future that works: automation, employment and productivity: Executive Summary. Sneto s:  https://www.mckinsey.com/~/media/McKinsey/Global%20Themes/Digital%20Disruption/Harnessing%20automation%20for%20a%20future%20that%20works/MGI-A-future-that-works-Executive-summary.ashx
3. 1 2 3  Lemieux, P. (2018). Rise of the machines? Regulation, 40(4), str. 4-5.
4. 1 2  Gordon-Murnane, L. (2018). Ethical, Explainable Artificial Intelligence: Bias and Principles. Online Searcher, 42(2), str. 22-44.
5. ↑  Brown, A. S. (2016). ROBOTS AT WORK WHERE DO WE FIT? Mechanical Engineering, 138(4), str. 32-37.